# Bầu cử lãnh đạo Đảng Dân chủ Xã hội Bồ Đào Nha 2022
Cuộc bầu cử lãnh đạo Đảng Dân chủ Xã hội Bồ Đào Nha 2022 được tổ chức vào ngày 28 tháng 5 năm 2022. Tuy nhiên, nếu không có ứng cử viên nào đạt được hơn 50% số phiếu bầu trong vòng đầu tiên thì vòng thứ hai sẽ được tổ chức giữa hai ứng cử viên được bầu chọn nhiều nhất ở vòng đầu tiên vào ngày 4 tháng 6 năm 2022, vì trong lá phiếu có hai tên ứng cử viên Luís Montenegro và Jorge Moreira da Silva, vậy nên vòng hai là không cần thiết.